# Дигидроксиацетонфосфат
Дигидроксиацетонфосфат (ДГАФ) или фосфодиоксиацетон — биоорганическое соединение, играющее важную роль в цикле Кальвина и гликолизе.

## Гликолиз
Дигидроксиацетонфосфат образуется вместе с глицеральдегид-3-фосфатом в результате распада фруктозо-1,6-бисфосфата, после чего может быстро и обратимо изомеризоваться в глицеральдегид-3-фосфат.
| β-D-фруктозо-1,6-бисфосфат | Альдолаза | Альдолаза | D-глицеральдегид-3-фосфат |   | дигидроксиацетонфосфат |
|                            |           |           |                           | + |                        |
|                            |           |           |                           |   |                        |
|                            |           |           |                           |   |                        |
|                            |           |           |                           |   |                        |
|                            |           |           |                           |   |                        |
|                            |           |           |                           |   |                        |

Нумерация углеродов позволяет отследить судьбу каждого атома фруктозо-6-фосфата.
| дигидроксиацетонфосфат | Фосфоглицеромутаза | Фосфоглицеромутаза | D-глицеральдегид-3-фосфат |
|                        |                    |                    |                           |
|                        |                    |                    |                           |
|                        |                    |                    |                           |
|                        |                    |                    |                           |
|                        |                    |                    |                           |
|                        |                    |                    |                           |

## В других метаболических путях
В цикле Кальвина, ДГАФ получается в результате восстановления 1,3-бисфосфоглицерата при помощи НАДФН, после чего используется для синтеза седогептулёзо-1,7-дифосфата и фруктозо-1,6-дифосфата. Оба эти вещества затем используются для регенерации рибулозо-1,5-бисфосфата, ключевого соединения цикла Кальвина.
Восстанавливаясь, ДГАФ превращается в L-глицерол-3-фосфат — активированную форму глицерина, которая используется для синтеза всех липидов и жиров клетки. Обратная реакция происходит во время окисления жиров, что позволяет глицерину утилизироваться в процессе гликолиза. Обе эти реакции катализируются ферментом глицерол-3-фосфатдегидрогензой, использующей НАД+/НАДН в качестве кофактора.
ДГАФ так же участвует в синтезе липидов с простыми эфирными связями у протозойного паразита Leishmania mexicana. Помимо этого он используется в Шикиматном пути у многих архей.